# لوفنبروی
لوفنبروی (انگلیسی: Löwenbräu Brewery) کارخانه آبجوسازی آلمانی است، که در سال ۱۳۸۳ تأسیس شد.